# Capriana
Capriana este o comună din provincia Trento, regiunea Trentino-Alto Adige, Italia, cu o populație de 587 locuitori (1 ianuarie 2023) și o suprafață de 12,82 km².

## Demografie
Capriana - evoluția demografică

Date: Recensăminte sau birourile de statistică - grafică realizată de Wikipedia